# 卢德曼斯多夫
卢德曼斯多夫是奥地利克恩顿州克拉根福兰县的一个市镇。总面积26.17平方公里，总人口1870人，人口密度71.5人/平方公里（2005年）。